# Lição de Amor
Lição de Amor és una pel·lícula brasilera de 1975 dirigida per Eduardo Escorel, basada en la novel·la Amar, Verbo Intransitivo, de Mário de Andrade. Protagonitzada per Lílian Lemmertz, Rogério Fróes i Irene Ravache, la pel·lícula és un retrat crític de la societat decadent dels barons del cafè.

## Sinopsi
A principis del segle xx, una parella aristocràtica de São Paulo contracta una institutria alemanya per iniciar sexualment el seu fill.

## Repartiment
- Lilian Lemmertz... Fraulein
- Rogério Fróes... Felisberto Souza Costa
- Irene Ravache... Laura Costa
- Marcos Taquechel ... Carlos
- Maria Cláudia Costa ... Maria Luísa
- Magali Lemoine ... Laurita
- Mariana Veloso ... Aldinha
- Roberta Olimpo ... Marina
- William Wu ... Tanaka
- Marie Claude ... Celeste
- Déa Pereira ... Matilde

## Prêmios e indicações
Festival de Gramado (1976)
- Guanyador en categories

Millor actriu: Lilian Lemmertz
Millor banda sonora: Francis Hime
Millor director
- Nominada a la categoria Millor pel·lícula

Associação Paulista de Críticos de Arte
- Guanyador (troféu APCA) — Millor Actriu secundària: Irene Ravache